# Norbert Stresau
Norbert Stresau (* 1960 in Lindau; † 13. Dezember 1991) war ein deutscher Filmwissenschaftler, Filmjournalist und Sachbuchautor. Er war einer der deutschen Spezialisten für den fantastischen Film und den Horrorfilm.
Nach dem Abitur studierte Norbert Stresau zunächst Pharmazie, entschied sich aber dann gegen ein Berufsleben als Apotheker und wurde freier Autor. Ab 1982 schrieb er den Filmreport für das im Wilhelm Heyne Verlag erscheinende Filmjahrbuch, veröffentlichte diverse Sachbücher und gab ab 1986 die Loseblattsammlung Enzyklopädie des phantastischen Films im Corian-Verlag heraus. Daneben war er als Übersetzer tätig. 1988 wurde er mit dem Deutschen Fantasy Preis für die Enzyklopädie des phantastischen Films ausgezeichnet.
Norbert Stresau starb überraschend im Alter von 31 Jahren an Herzversagen.

## Filmsachbücher
- zusammen mit Rolf Giesen, Wolfgang J. Fuchs: Der phantastische Film, Ebersberg 1983
- Der Fantasy-Film, München 1984
- Der Oscar. Alle preisgekrönte Filme, Regisseure und Schauspieler seit 1929, 1985; neue Aufl. 1994
- Audrey Hepburn, 1985
- Der Horror-Film, 1986
- Michael Douglas. Seine Filme – sein Leben
- Kevin Costner. Seine Filme, sein Leben
- zusammen mit Ronald M. Hahn, Volker Jansen, Rolf Giesen: Das neue Lexikon des Fantasy-Films. Mehr als 1300 Fantasy-Filme mit filmographischen Angaben, Produktionsdaten, Inhalt, Besetzung und Besprechungen. Berlin 2001